# Simpson Bay
Simpson Bay – miasto na wyspie Sint Maarten (terytorium Sint Maarten – autonomiczna część Holandii). Według danych szacunkowych na rok 2010 liczy 1002 mieszkańców. Ośrodek turystyczny.